# کامیلینر
کامیلینر (انگلیسی: Chamillionaire؛ زادهٔ ۲۸ نوامبر ۱۹۷۹) هنرپیشه، خواننده رپ، تهیه‌کننده موسیقی، آهنگ‌ساز اهل ایالات متحده آمریکا است. وی از سال ۱۹۹۷ میلادی تاکنون مشغول فعالیت بوده‌است.